# 俠家
俠家，又稱白鶴俠家拳，南拳一支，由清末民初廣東十虎之一的王隱林傳出，初時稱為鶴陽拳，即惠陽白鶴拳．由來自海豐的黃連嬌再傳給羅浮山的林合（林亞合，又稱林俠），林俠亦工於五形拳，王隱林於1928年正式定名為俠家。
侠家拳械，拳套有四套：十二支桥、小罗汉、大罗汉、虎鹤相斗，器械有单刀、左把枪、九点十二枪响棍等。
傳人有藝人關德興。

## 相關鏈接
- 南拳
- 中國武術
- 中國武術門派